# Fenomenologische sociologie
De fenomenologische sociologie bestudeert hoe mensen in hun dagelijks leven de culturele realiteit ervaren. Ze is geïnspireerd door het denken van de fenomenologie. De fenomenologische sociologie neemt vooral stelling tegen een vorm van sociologie die de werkelijkheid enkel als een geobjectiveerde werkelijkheid en met behulp van zogenaamde objectieve begrippen bestudeert. Deze benadering van de sociologie heeft vooral vanaf de jaren 1960 opgang gemaakt.
Een belangrijk fenomenologisch socioloog is Alfred Schütz. Zijn werk spitst zich toe op de analyse van de leefwereld van het individu. Centraal gegeven bij zijn theorie is dat de sociologische onderzoeker de sociale werkelijkheid van het individu niet objectiveert door middel van objectieve concepten maar de onderzochte personen zelf deze concepten laat invullen.